# 블랙홀 포석
블랙홀 포석(black hole openening)은 '중앙에 마름모꼴 진지(블랙홀)를 구축'하는 포석이다. 즉, 흑번 백번 구분없이 눈목자 등의 수법으로 중원의 어정쩡한 곳을 차지함으로써 귀에서 변, 중원으로 이어지는 기존의 포석법을 뒤엎는 비상식적 포석이다.